# Dai Anga
 (mars 2025).
 Dai Anga  était la nourrice de l’empereur moghol Shah Jahan.

## Postérité
Elle est connu pour avoir fait construire une mosquée a Lahore en 1635. Son tombeau se trouve aussi a Lahore.